# Lyle (Waszyngton)
Lyle – jednostka osadnicza w Stanach Zjednoczonych, w stanie Waszyngton, w hrabstwie Klickitat.